# Diplopeltula longiceps
Diplopeltula longiceps är en rundmaskart. Diplopeltula longiceps ingår i släktet Diplopeltula, och familjen Axonolaimidae. Arten är reproducerande i Sverige.